# مبانی اسپرانتو
مبانی اسپرانتو، بنیاد اسپرانتو یا فوندامِنتو دِ اسپرانتو (به اسپرانتو: Fundamento de Esperanto) عنوان کتابی از دکتر لودویک زامنهوف، خالق زبان بین‌المللی اسپرانتو، است که در بهار سال ۱۹۰۵ انتشار یافت. در بند چهارم اعلامیه بولونی که در نخستین کنگره جهانی اسپرانتو ارائه گردید، این کتاب به عنوان منبع رسمی زبان اسپرانتو پذیرفته شد. اصول کلی این کتاب در مورد زبان اسپرانتو و گرامر آن تا زمان جهان‌گیر شدن کامل اسپرانتو که در فرهنگ اسپرانتو به آن la fina venko پیروزی نهائی گفته می‌شود غیرقابل تغییر دانسته شده است.